# Cheiloclinium belizense
Cheiloclinium belizense är en benvedsväxtart som först beskrevs av Standley, och fick sitt nu gällande namn av Albert Charles Smith. Cheiloclinium belizense ingår i släktet Cheiloclinium och familjen Celastraceae. Inga underarter finns listade.